# Terminal 3270

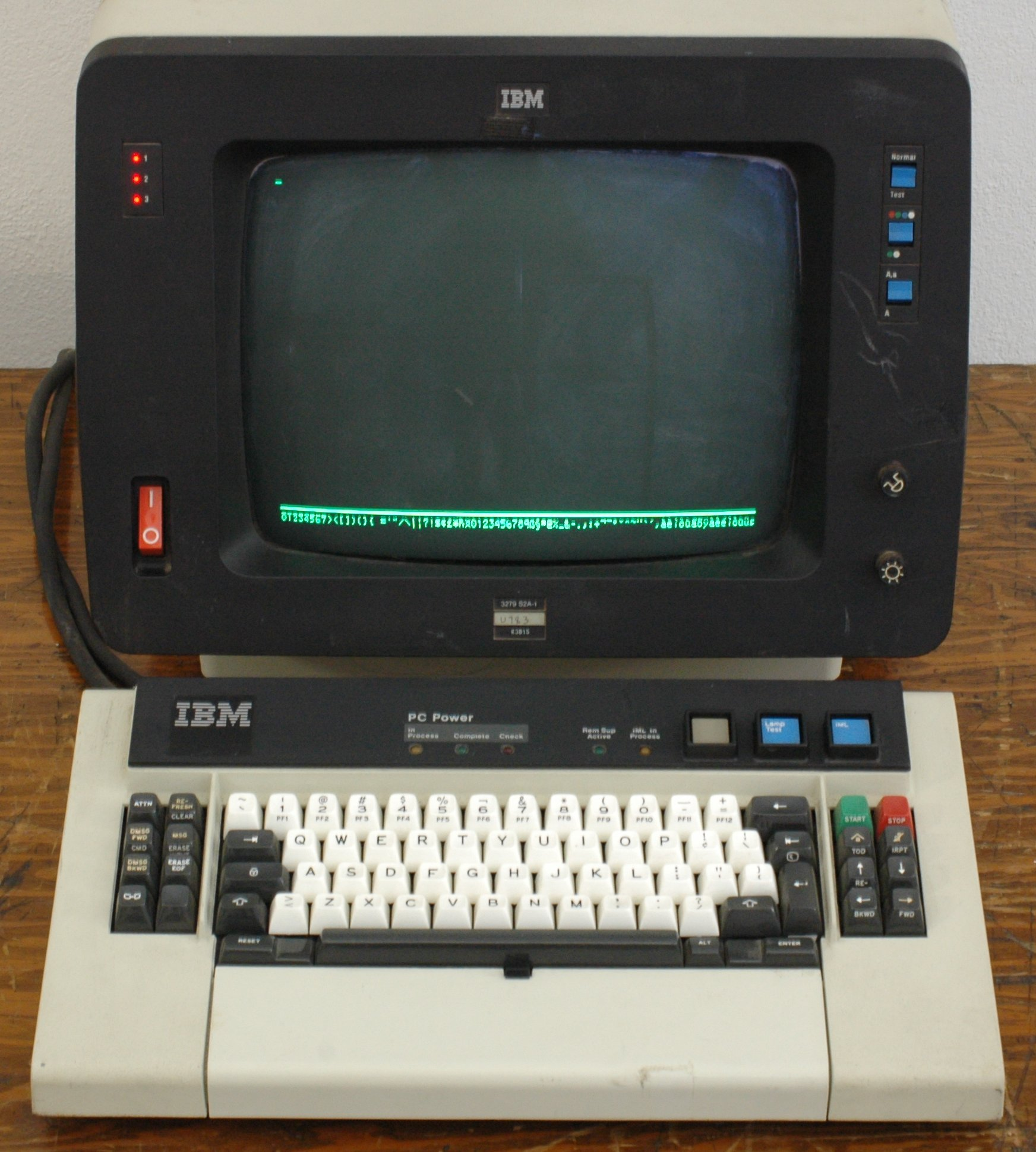
Un IBM 3279.

Les terminaux 3270 sont une classe de terminaux à écran conçus par IBM depuis 1972.

## Historique
En 1970, le terminal à boule IBM 2741 Selectric (en) sépare nettement — avec son silence relatif, ses 15 caractères par seconde, sa mémoire tampon, ses boules de caractères interchangeables, ses 88 caractères et sa possibilité de taper de la correspondance — les offres IBM de celles utilisant des télétypes ASR33 (en) et KSR33, bruyants, travaillant en mode caractère et ne comportant que des majuscules. Le marché fait cependant pression pour obtenir des terminaux silencieux en mode texte. La première réponse d'IBM est un écran nommé 2260 (en), qui travaille en mode message et ne rencontre pas de réel succès.
La création d'une ligne 3270 est alors décidée. Le premier écran, 3277 modèle 1 (16 lignes de 40 caractères) ne se diffusera pas beaucoup en dehors du milieu bancaire pour lequel il a été conçu, mais le 3277 modèle 2 (24 lignes de 80 caractères) va permettre à la fois du transactionnel évolué dans le cadre de CICS et du développement de programmes s'affranchissant de la carte perforée avec les systèmes TSO et VM/CMS dès le milieu des années 1970 - et même ICCF sous DOS/VSE. Cet écran, qui est devenu un standard (il fit même l'objet de clones), fut l'objet de toute une déclinaison :
- 3277 de base (24 lignes de 80 caractères) ;
- 3277 APL (jeux EBCDIC et APL, comprenant des minuscules ;
- 3277 à 32 lignes ;
- 3277 GA supportant un écran graphique Tektronix associé (1978) ou tout périphérique asynchrone ASCII RS-232C ;
- 3278 supportant touches muettes et caractères nationaux ;
- 3278 PS à caractères programmables ;
- 3278, modèle 5 à 32 lignes de 132 caractères (permettant donc de lire un listing d'imprimante) ;
- 3279, écran à 4 ou 7 couleurs (1979) dont existèrent des versions graphiques (en mode image) ;
- 3179, version plus compacte et moins onéreuse du 3279, dont exista aussi une version graphique avec souris optique optionnelle ;
- 3290, écran plasma comportant 4 écrans virtuels simultanément actifs, utile aux responsables réseau ;
- 3270 PC/G et 3270 PC/GX, versions graphiques moyenne et haute résolution à base de PC, mais sans caractères programmables.

La carte IRMA (en) (origine non-IBM) permettait de transformer un PC (25 lignes de 80 caractères) en 3270. Par la suite, c'est sur PC que continuèrent à vivre les applications 3270, certaines étant même revampées pour fournir une interface simili-graphique, et parfois en mode Web. La ligne 3270 s'éteignit alors peu à peu pour ne plus subsister que sous forme de logiciels d'émulation.

## Principe de fonctionnement
Les écrans 3270 ne fonctionnent que reliés à une unité de contrôle (3274 pour les 3277, 3174 pour les 3278). C'est cette unité de contrôle qui prend en charge les échanges entre la grappe d'écrans ainsi qu'une éventuelle imprimante à aiguilles 3287 et l'ordinateur central (« mainframe »).
Sur les 24 lignes de 80 caractères du 3277 initial, chaque caractère du buffer d'écran contient :
- soit un caractère affichable ;
- soit un caractère de délimitation de champ, qui apparaît à l'écran comme un espace.

Le caractère de délimitation définit le champ qui le suit comme :
- protégé ou modifiable ;
- de brillance normale, double brillance ou invisible (par exemple pour les mots de passe) ;
- détectable au « light pen », « sélectable » au light-pen, ou non.

Le programme qui attend ou affiche les données n'a pas à connaître ces détails, et des systèmes de « mapping » lui permettent de ne voir que les champs qu'il peut lire et écrire. Des programmes comme DMS ou IOS3270 permettent de réaliser de front et les définitions de champs sur les écrans et les maps correspondantes à destination des programmes.
Les écrans sont utilisés principalement par CICS pour le transactionnel (terminaux de données) et par TSO ou VM/CMS pour le développement.